# John Johnson
John Howard Getty "J.J." Johnson (Carthage, Misisipi, 18 de octubre de 1947-San José, 7 de enero de 2016) fue un baloncestista estadounidense que disputó doce temporadas en la NBA. Con 2,00 metros de altura, jugaba en la posición de alero.

## Trayectoria deportiva

### Universidad
Comenzó su etapa colegial en el pequeño centro de Northwest Community College, donde pasó dos temporadas promediando 26,7 puntos por partido, lo que hizo que la Universidad de Iowa se fijara en él, haciéndose con sus servicios. A pesar de un pequeño bajón en sus promedios en una gran universidad, en su temporada sénior promedió 28 puntos y 10,1 rebotes. Sus estadísticas totales como colegial fueron de 23,8 puntos y 10,4 rebotes por encuentro.

### Profesional
Fue elegido en la séptima posición del Draft de la NBA de 1970 por Cleveland Cavaliers, donde, a pesar de sus espectaculares registros como novato (16,6 puntos, 6,8 rebotes y 4,8 asistencias, no fue incluido en el mejor quinteto de rookies de la NBA. Tuvo mala suerte al encontrarse en su misma generación a gente como Geoff Petrie, Dave Cowens, Pete Maravich, Calvin Murphy o Bob Lanier. Aun así, fue elegido para participar en el All-Star Game de ese año, algo que repetiría la temporada siguiente.
Tras tres temporadas en los Cavs, fue traspasado a Portland Trail Blazers, donde mantuvo su intensidad ofensiva. A poco de comenzar la temporada 1975-76 fue traspasado a Houston Rockets, donde comenzó prematuramente su declive. En 1977 llegó a Seattle Supersonics, donde tuvo un pequeño resurgir, y ayudó a ganar el Camperonato de la NBA en 1979. 
Tras cuatro temporadas en los Sonics, se retiró en 1982, con 34 años. En su larga carrera como profesional promedió 12,9 puntos y 5,5 rebotes por partido.

## Estadísticas de su carrera en la NBA

### Temporada regular
| Temporada | Edad | Equipo              | Liga | Pos. | P   | TIT | MIN  | TC  | TCA  | %TC  | 3P  | 3PA | %3P  | 2P  | 2PA  | %2P  | %Ef  | TL  | TLA | %TL  | R.OF. | R.DEF. | REB | ASIS | ROB | TAP | PER | FP  | PTS  |
| 1970-71 ★ | 23   | Cleveland Cavaliers | NBA  | SF   | 67  |     | 34.5 | 6.5 | 15.4 | .422 |     |     |      | 6.5 | 15.4 | .422 | .422 | 3.6 | 4.4 | .805 |       |        | 6.8 | 4.8  |     |     |     | 3.7 | 16.6 |
| 1971-72 ★ | 24   | Cleveland Cavaliers | NBA  | SF   | 82  |     | 37.1 | 6.8 | 15.7 | .433 |     |     |      | 6.8 | 15.7 | .433 | .433 | 3.4 | 4.3 | .785 |       |        | 7.7 | 5.1  |     |     |     | 3.3 | 17.0 |
| 1972-73   | 25   | Cleveland Cavaliers | NBA  | SF   | 82  |     | 34.3 | 6.0 | 13.9 | .430 |     |     |      | 6.0 | 13.9 | .430 | .430 | 2.4 | 3.3 | .734 |       |        | 6.7 | 3.8  |     |     |     | 3.0 | 14.4 |
| 1973-74   | 26   | Portland T. Blazers | NBA  | SF   | 69  |     | 33.1 | 6.7 | 14.3 | .464 |     |     |      | 6.7 | 14.3 | .464 | .464 | 3.1 | 3.8 | .812 | 2.3   | 5.1    | 7.5 | 4.1  | 1.0 | 0.4 |     | 3.2 | 16.4 |
| 1974-75   | 27   | Portland T. Blazers | NBA  | SF   | 80  |     | 31.8 | 6.6 | 13.5 | .487 |     |     |      | 6.6 | 13.5 | .487 | .487 | 3.0 | 3.8 | .784 | 2.0   | 4.2    | 6.3 | 3.0  | 0.9 | 0.5 |     | 3.1 | 16.1 |
| 1975-76   | 28   | TOTAL               | NBA  | SF   | 76  |     | 22.3 | 4.2 | 9.2  | .453 |     |     |      | 4.2 | 9.2  | .453 | .453 | 1.6 | 2.0 | .774 | 1.2   | 3.1    | 4.4 | 2.9  | 0.8 | 0.5 |     | 2.6 | 9.9  |
| 1975-76   | 28   | Portland T. Blazers | NBA  | SF   | 9   |     | 23.6 | 4.6 | 9.8  | .466 |     |     |      | 4.6 | 9.8  | .466 | .466 | 2.6 | 3.0 | .852 | 1.4   | 3.0    | 4.4 | 2.2  | 0.8 | 0.9 |     | 3.4 | 11.7 |
| 1975-76   | 28   | Houston Rockets     | NBA  | SF   | 67  |     | 22.2 | 4.1 | 9.1  | .452 |     |     |      | 4.1 | 9.1  | .452 | .452 | 1.4 | 1.9 | .758 | 1.2   | 3.1    | 4.4 | 2.9  | 0.7 | 0.4 |     | 2.4 | 9.7  |
| 1976-77   | 29   | Houston Rockets     | NBA  | SF   | 79  |     | 22.0 | 4.0 | 8.8  | .458 |     |     |      | 4.0 | 8.8  | .458 | .458 | 1.2 | 1.7 | .712 | 0.9   | 2.4    | 3.4 | 2.1  | 0.6 | 0.3 |     | 2.5 | 9.3  |
| 1977-78   | 30   | TOTAL               | NBA  | SF   | 77  |     | 23.7 | 4.4 | 10.7 | .415 |     |     |      | 4.4 | 10.7 | .415 | .415 | 1.7 | 2.3 | .751 | 1.3   | 2.7    | 4.0 | 2.7  | 0.6 | 0.2 | 2.2 | 2.6 | 10.6 |
| 1977-78   | 30   | Houston Rockets     | NBA  | SF   | 1   |     | 11.0 | 1.0 | 4.0  | .250 |     |     |      | 1.0 | 4.0  | .250 | .250 | 2.0 | 3.0 | .667 | 2.0   | 1.0    | 3.0 | 1.0  | 0.0 | 0.0 | 3.0 | 3.0 | 4.0  |
| 1977-78   | 30   | Seattle SuperSonics | NBA  | SF   | 76  |     | 23.8 | 4.5 | 10.8 | .416 |     |     |      | 4.5 | 10.8 | .416 | .416 | 1.7 | 2.3 | .753 | 1.3   | 2.7    | 4.0 | 2.8  | 0.6 | 0.3 | 2.2 | 2.6 | 10.7 |
| 1978-79   | 31   | Seattle SuperSonics | NBA  | SF   | 82  |     | 29.1 | 4.3 | 10.0 | .434 |     |     |      | 4.3 | 10.0 | .434 | .434 | 2.3 | 3.0 | .760 | 1.5   | 3.5    | 5.0 | 4.4  | 0.7 | 0.3 | 3.1 | 3.0 | 11.0 |
| 1979-80   | 32   | Seattle SuperSonics | NBA  | SF   | 81  |     | 31.3 | 4.7 | 9.5  | .488 | 0.0 | 0.0 |      | 4.7 | 9.5  | .488 | .488 | 2.0 | 2.5 | .801 | 2.0   | 3.2    | 5.3 | 5.2  | 0.9 | 0.4 | 3.0 | 2.6 | 11.3 |
| 1980-81   | 33   | Seattle SuperSonics | NBA  | SF   | 80  |     | 29.1 | 4.7 | 10.8 | .431 | 0.0 | 0.0 | .000 | 4.7 | 10.8 | .431 | .431 | 2.2 | 2.7 | .808 | 1.7   | 2.8    | 4.5 | 3.9  | 0.7 | 0.3 | 2.9 | 2.5 | 11.5 |
| 1981-82   | 34   | Seattle SuperSonics | NBA  | SF   | 14  | 1   | 13.4 | 1.6 | 3.2  | .489 | 0.0 | 0.0 |      | 1.6 | 3.2  | .489 | .489 | 1.1 | 1.4 | .750 | 0.2   | 1.1    | 1.3 | 2.1  | 0.3 | 0.2 | 1.2 | 1.4 | 4.2  |
| Total     |      |                     | NBA  |      | 869 | 1   | 29.6 | 5.3 | 11.8 | .446 | 0.0 | 0.0 | .000 | 5.3 | 11.8 | .446 | .446 | 2.4 | 3.0 | .779 | 1.6   | 3.3    | 5.5 | 3.8  | 0.8 | 0.4 | 2.7 | 2.9 | 12.9 |

### Playoffs
| Temporada | Edad | Equipo              | Liga | Pos. | P  | TIT | MIN  | TC  | TCA  | %TC  | 3P  | 3PA | %3P  | 2P  | 2PA  | %2P  | %Ef  | TL  | TLA | %TL  | R.OF. | R.DEF. | REB | ASIS | ROB | TAP | PER | FP  | PTS  |
| 1976-77   | 29   | Houston Rockets     | NBA  | SF   | 12 |     | 12.2 | 2.0 | 5.1  | .393 |     |     |      | 2.0 | 5.1  | .393 | .393 | 0.8 | 1.3 | .667 | 0.6   | 1.8    | 2.4 | 0.8  | 0.3 | 0.0 |     | 1.7 | 4.8  |
| 1977-78   | 30   | Seattle SuperSonics | NBA  | SF   | 22 |     | 27.1 | 4.3 | 10.2 | .424 |     |     |      | 4.3 | 10.2 | .424 | .424 | 1.5 | 2.1 | .696 | 1.6   | 2.9    | 4.5 | 2.5  | 0.4 | 0.3 | 2.4 | 2.9 | 10.1 |
| 1978-79 ❍ | 31   | Seattle SuperSonics | NBA  | SF   | 17 |     | 36.2 | 4.9 | 10.3 | .474 |     |     |      | 4.9 | 10.3 | .474 | .474 | 2.4 | 3.8 | .641 | 2.4   | 4.4    | 6.8 | 5.4  | 1.0 | 0.2 | 3.8 | 2.9 | 12.2 |
| 1979-80   | 32   | Seattle SuperSonics | NBA  | SF   | 15 |     | 32.4 | 5.2 | 10.5 | .494 | 0.0 | 0.1 | .000 | 5.2 | 10.5 | .497 | .494 | 2.0 | 2.5 | .811 | 2.9   | 3.9    | 6.8 | 5.7  | 0.5 | 0.2 | 3.7 | 3.0 | 12.4 |
| 1981-82   | 34   | Seattle SuperSonics | NBA  | SF   | 7  |     | 22.7 | 2.1 | 5.4  | .395 | 0.0 | 0.0 |      | 2.1 | 5.4  | .395 | .395 | 1.1 | 1.6 | .727 | 1.0   | 1.0    | 2.0 | 4.9  | 0.9 | 0.0 | 1.6 | 2.4 | 5.4  |
| Total     |      |                     | NBA  |      | 73 |     | 27.4 | 4.0 | 9.0  | .450 | 0.0 | 0.0 | .000 | 4.0 | 9.0  | .450 | .450 | 1.7 | 2.4 | .699 | 1.8   | 3.1    | 4.9 | 3.8  | 0.6 | 0.2 | 3.0 | 2.7 | 9.7  |